# Mimosa subenervis
Mimosa subenervis är en ärtväxtart som beskrevs av George Bentham. Mimosa subenervis ingår i släktet mimosor, och familjen ärtväxter. Inga underarter finns listade i Catalogue of Life.